# Árnafjall
Árnafjall è una montagna sull'isola di Vágar, terza per estensione dell'arcipelago delle Isole Fær Øer, in Danimarca.

## Caratteristiche

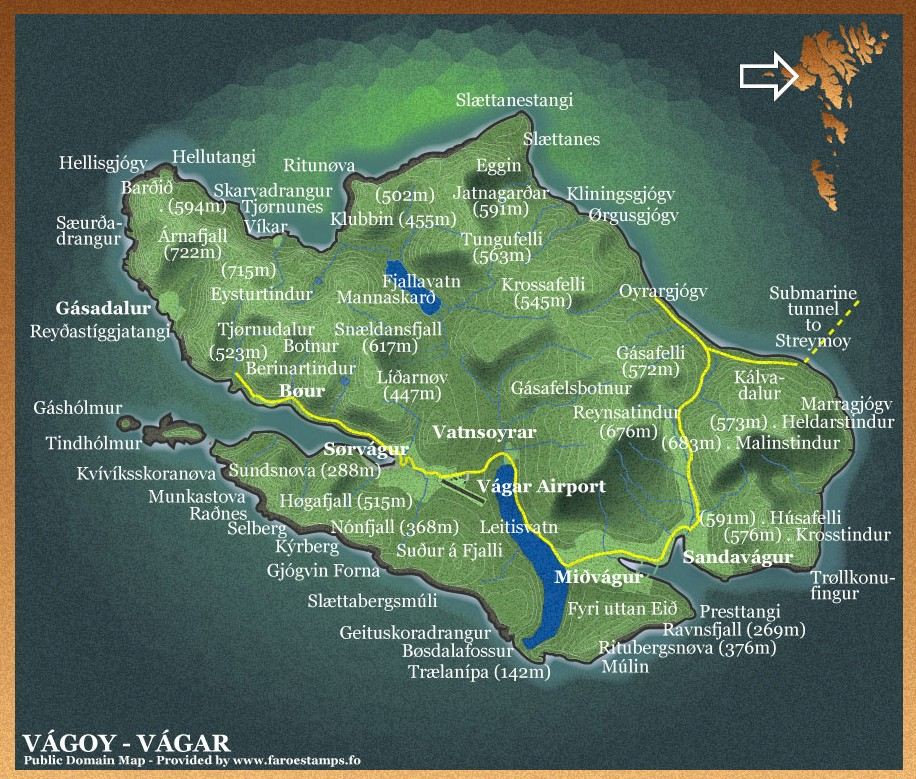
Isola di Vágar, mappa delle località e delle alture

Il monte è alto 722 metri sul livello del mare.
È la trentasettesima montagna, per altezza, dell'intero arcipelago, e la cima più alta dell'isola.
La montagna incombe sul villaggio di Gásadalur, sulla costa occidentale dell'isola